# José Brisart
José Brisart, né à Lessines le 26 avril 1954 est un homme politique belge, membre d'Ecolo.
Il est ouvrier carrier.

## Carrière politique
- Député belge :
  - du 13 octobre 1985 au 13 décembre 1987
  - du 24 novembre 1991 au 12 avril 1995
- Secrétaire du Conseil régional wallon.
- Ancien président du groupe Ecolo du Conseil régional wallon.